# Gogāpur
Gogāpur är en ort i Indien.   Den ligger i distriktet Ujjain och delstaten Madhya Pradesh, i den centrala delen av landet, 600 km söder om huvudstaden New Delhi. Gogāpur ligger 491 meter över havet och antalet invånare är 6 857.
Terrängen runt Gogāpur är platt. Runt Gogāpur är det ganska tätbefolkat, med 239 invånare per kvadratkilometer. Närmaste större samhälle är Nagda, 14,9 km sydväst om Gogāpur. Trakten runt Gogāpur består till största delen av jordbruksmark.